# Asaphiscus
Asaphiscus là một chi bọ ba thùy sống trong kỷ Cambri. Phần còn lại của nó đã được tìm thấy ở Úc và Bắc Mỹ, đặc biệt là ở Utah.

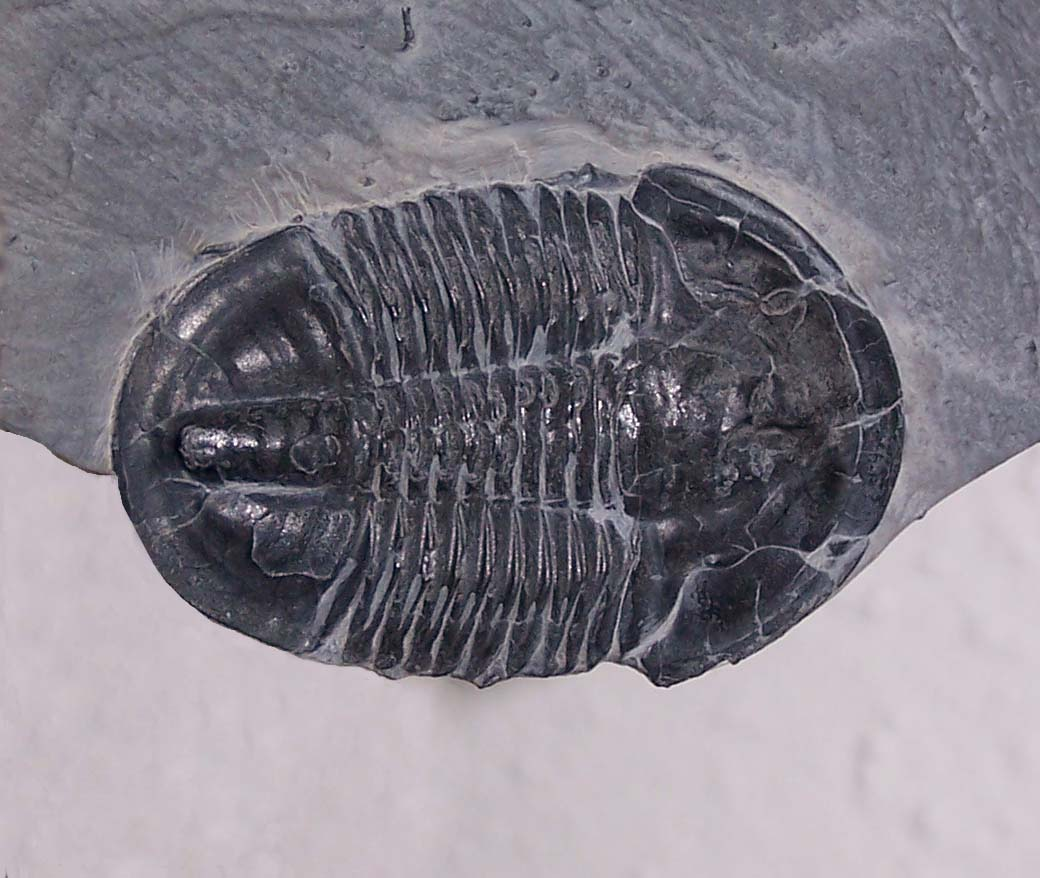
Asaphiscus wheeleri, from the Wheeler shale of the House Range of Utah.